# Cromosoma Filadelfia
El cromosoma Filadelfia, también llamado translocación Filadelfia, es una anormalidad genética asociada a la leucemia mieloide crónica (LMC), y la leucemia linfoide aguda en niños. El cromosoma de filadelfia es el resultado de una anomalía resultante de la translocación recíproca entre los cromosomas 9 y 22. A nivel citogenético se observa un cromosoma 9 de mayor tamaño que el normal y un cromosoma 22 más pequeño o cromosoma de Filadelfia.

## Historia
El fenómeno fue descubierto y descrito en 1960 por los científicos de Filadelfia Peter Nowell, de la Escuela de Medicina de la Universidad de Pensilvania y David Hungerford del instituto Fox Chase Cancer Center, siéndole asignado el nombre de la ciudad donde se ubican ambos centros de investigación.
En 1973, Janet Rowley identificó en la Universidad de Chicago la translocación genética como el origen de la anormalidad.

## Fisiopatología

Translocación en el cromosoma Filadelfia

Esta anormalidad afecta a los cromosomas 9 y 22. El 90 por ciento de los enfermos de leucemia mieloide crónica (primera enfermedad maligna en la cual fue posible demostrar una anomalía genética adquirida) presenta esta anormalidad, mientras el resto de los enfermos padecen translocaciones crípticas invisibles a las preparaciones mediante método de banda G u otras translocaciones que afectan a otro u otros cromosomas de la misma forma que sucede con los cromosomas 9 y 22. También se encuentran casos de cromosoma Filadelfia en enfermos de leucemia linfoblástica aguda (25 al 30 por ciento en adultos y 2 al 10 por ciento en niños), y ocasionalmente, en casos de leucemia mielocítica aguda (LMA).
El defecto genético del cromosoma Filadelfia consiste en un fenómeno conocido como translocación, es decir, ocurre una ruptura cromosómica en dos regiones concretas del cromosoma 9 y el 22 (translocación 9-22), intercambiando sus posiciones. Concretamente el punto de ruptura ocurre en el gen ABL (Abelson) del cromosoma 9 (región q34) y en el gen BCR (Breakpoint Cluster Region, en inglés) del cromosoma 22 (región q11), dando lugar a un cromosoma 9 alterado y a un cromosoma 22 también alterado (Cromosoma de Filadelfia), pero caracterizado por la fusión de estos dos genes (BCR-ABL), los cuales codificaran una proteína quimérica. El gen ABL toma su nombre de «Abelson», el nombre de un virus causante de leucemias precursor de una proteína similar a la que produce este gen.
El resultado de esta translocación es la producción de una proteína de peso p230, p210 o p190 (p es una medida de peso para proteínas celulares en unidades de masa atómica) . El gen ABL en su situación normal expresa una proteína tirosina quinasa, al ocurrir la fusión con el gen BCR se sigue manteniendo dicha actividad tirosinquinasa. Aunque el gen BCR codifique una enzima serina/treonina proteínquinasa, la actividad realmente importante para el desarrollo de la enfermedad es la función de la tirosina quinasa alterada ya que se ha demostrado que juega un papel importante en la génesis del proceso leucémico. 
La proteína resultante de la fusión BCR-ABL interactúa con la subunidad receptora Interleuquina 3beta(c). La transcripción del BCR-ABL permanece activa continuamente, sin necesidad de ser activado por otras proteínas mensajeras. Esta transcripción continua desemboca en una alteración descontrolada de proteínas y enzimas que gobiernan la regularidad del ciclo de división celular y consecuentemente se inhibe la reparación del ADN, causando inestabilidad del genoma y siendo un factor potencial desencadenante de la «crisis en cadena» de la leucemia mieloide crónica, con una alta tasa de mortalidad.

## Nomenclatura
El cromosoma Filadelfia se designa como cromosoma Ph (o Ph'). Los puntos de ruptura exactos fueron establecidos por Prakash y Yunis en 1984, y se encuentran en q34.1 en el cromosoma 9 y q11.2 en el cromosoma 22. Utilizando la nomenclatura correcta del ISCN (International System for Human Cytogenetic Nomenclature) sería 46,XY,t(9;22)(q34.1;q11.2).

## Técnicas de diagnóstico
En el punto de ruptura cromosómica es donde se localizan principalmente los oncogenes (genes malignos responsable de la transformación de una célula normal a una célula maligna) implicados en la generación de neoplasias, en el caso de esta enfermedad.

### Fish o Hibridación in Situ Fluorescente
FISH es una tecnología que utiliza sonda de ADN marcadas con un fluoróforo para detectar o confirmar anomalías génicas o cromosómicas. En primer lugar, la muestra de ADN (cromosomas metafásicos o núcleos en interfase) se desnaturaliza, proceso que separa las hebras complementarias de la estructura bicatenaria. A la muestra ya desnaturalizada se le añade la sonda de interés, que se asociará al ADN de la muestra en el sitio diana, durante el proceso de hibridación. La sonda está unida covalentemente (marcada) con un fluoróforo, que emite una señal observable mediante un microscopio de fluorescencia.
Los genes que consideramos diana son los genes BCR y ABL, por lo que el oncogén BCR-ABL estará presente si al microscopio podemos observar dos puntos luminiscentes juntos , que corresponde al intercambio genético que se produce en la formación del cromosoma Ph. Es importante entender que realizar FISH con núcleos metafásicos nos ofrece más información y resultados más específicos en con núcleos interfásicos.

### Southern Blot
Técnica muy parecida a la anterior, pero en este caso la sonda marcada tiene como diana el gen fusionado ABL-BCR. Southern blot va a utilizar la hibridación in situ de dicha sonda con cromosomas en metafase de pacientes con Leucemia Mieloide Crónica. En definitiva, si ocurre hibridación es una prueba de que el gen fusionado se encuentra presente, por ello podemos decir que presenta el cromosoma de Filadelfia y analizando los síntomas se podrá diagnosticar la enfermedad o no.

### PCR
En esta técnica se puede partir de ARN (lo transformas a cDNA gracias a la transcriptasa inversa) o ADN, lo característico es los primers o oligonucleótidos empleados para que se produzca la amplificación de tus genes diana, en este caso los genes ABL y BCR.

## Tratamiento
A finales de los años 1990 se identificó el STI-571 (Imatinib, Gleevec) por la  farmacéutica Novartis como un inhibidor de la tirosinquinasa de amplio espectro y rendimiento. Imatinib es una terapia altamente efectiva para la leucemia mieloide crónica, sin embargo existe una alta tasa de recaída entre los pacientes en fase avanzada debido al desarrollo de mutaciones en el dominio quinada de ABL que causan resistencia a los medicamentos actuales. Imatinib es un derivado de 2-fenil amino pirimidina y funciona como inhibidor específico de varias enzimas tirosina quinasas. Este ocupa el sitio activo  de la quinasa, lo que lleva a una disminución de la actividad, es decir, Imatinib se une cerca del sitio de unión del ATP desde donde coge los fosfatos para pasárselo a residuos de tirosina de distintos sustratos. Este hecho explica por qué mutaciones en el gen BCR-ABL pueden causar resistencia al tratamiento.
Las subsiguientes pruebas médicas conducidas por el doctor Brian J. Druker, en colaboración con los doctores Charles Sawyers y Moshe Talpaz, demostraron que el STI-571 inhibía la proliferación de las células hematopoyéticas que presentaban BCR-ABL. A pesar de que ello no erradicaba las células de la LMC, limitaba de una forma importante el crecimiento de los clones tumorales y reducía el riesgo de la temida «crisis en cadena». Este producto fue comercializado en 2001 por la compañía farmacéutica Novartis como «Imatinib Mesylate» (Gleevec® en los Estados Unidos y Glivec® en Europa). También se han desarrollado otros inhibidores farmacológicos.

### En español
- Cervantes Requena, Francisco. Leucemia mieloide crónica. Ediciones Doyma, S.A. ISBN 84-7592-353-4
- López Hernández, Andrés. La infección en la leucemia mieloide aguda del adulto. Universitat de Barcelona. Publicacions i Edicions. ISBN 84-7875-890-9
- Protocol de tractament de la leucemia mieloide crònica. Ciutat Sanitària i Universitària de Bellvitge. ISBN 84-89505-03-9

### En inglés
- Kurzrock R, Kantarjian HM, Druker BJ, Talpaz M. "Phildelphia Chromosome-positve leukemias: from basic mechanisms to molecular therapeutics." Ann Intern Med 2003;138:819–30. PMID 12755554.
- Nowell P, Hungerford D. "A minute chromosome in chronic granulocytic leukemia." Science 1960;132:1497.
- Rowley JD. "A new consistent chromosomal abnormality in chronic myelogenous leukaemia identified by quinacrine fluorescence and Giemsa staining [letter]". Nature 1973;243:290–3. PMID 4126434.
- OMIM 608232, OMIM 151410 (BCR), OMIM 189980 (ABL)